# Sigurnosna spojka
Sigurnosna spojka je spojka koja služi za spajanje u slučajevima kada mogu nastati preopterećenja, koja mogu uzrokovati oštećenja i lomove dijelova koje treba spojiti, ili koja bi mogla ugroziti normalan rad stroja. Preopterećenja mogu nastati na primjer zbog ulaza stranih tijela (kamenja ili metalnih dijelova) u mješalice, mlinove ili drobilice, te zbog drugih smetnji, kao što su zaribavanje ležajeva i tome slično. Prema tome sve spojke, koje mogu prenositi zakretni moment pri asinkronoj vrtnji (rotaciji) njihovih dijelova, mogu se upotrijebiti kao sigurnosne spojke. One se zato mogu jednostavno podesiti, tako da pri prekoračenju nekog dopuštenog zakretnog momenta prestaju raditi sinkrono, pa djeluju idealno prigušujuće. 
Kao sigurnosne spojke upotrebljavaju se i tarne spojke sa stalnom tlačnom silom. One se ubrajaju u takozvane automatske sigurnosne spojke, to jest takve koje se samostalno isključuju pri prekoračenju dopuštenog zakretnog momenta, pa počinju klizati, i ponovno uključuju kad se veličina momenta opet smanji na svoju normalnu vrijednost. Kao automatske sigurnosne spojke služe i neke spojke koje spajaju oblikom (na primjer sigurnosne spojke s kuglicom). Za razliku od automatskih, vrlo su jednostavne sigurnosne spojke, koje spajaju oblikom (spojke s prekidnim svornjacima), ali im je nedostatak da se ne mogu ponovno samostalno uključiti. Takve sigurnosne spojke s prekidnim svornjacima krute su spojke s polovicama međusobno spojenim svornjacima, koji su dimenzionirani tako da se presjeku kad moment koji se prenosi prekorači dopuštenu veličinu. Da bi se spriječilo oštećivanje stijenki provrta tim svornjacima, do čega bi moglo doći pri takvom isključenju, ona se zaštićuju tuljcima od kaljenog čelika, a svornjaci se od mekanijeg materijala ulažu u te tuljke. Za ponovno uključenje ovih spojka potrebna je izmjena svornjaka. Osim toga nedostatka ovih spojka jest i taj što se veličina prenosivog momenta ne može regulirati.

## Tarne sigurnosne spojke
Bez obzira na vrstu tarnih dijelova, ove se spojke izvode tako, da spomenuti uvjet za njihovu upotrebu u sigurnosne svrhe (stalna sila koja steže tarne dijelove) bude ispunjen. To se može postići na jedan od poznatih načina (s pomoću pneumatskih, hidrauličkih ili elektromagnetskih uređaja), a najjednostavnije oprugama. Konstrukcija mora predvidjeti izdašno odvođenje topline koja se razvija trenjem klizanja. Jedna izvedba lamelne sigurnosne spojke s oprugama prikazana je na slici. To su zapravo tarne spojke kod kojih je pritisak na tarne površine ostvaren s pomoću uzdužnih (aksijalnih) opruga koje djeluju na paket lamela. Za vrijeme mirovanja pritisak se može regulirati s pomoću bočnih vijaka. Kad zakretni moment za vrijeme rada prekorači postavljenu vrijednost dolazi među lamelama do klizanja. 

## Sigurnosna spojka sa svornjacima
Sigurnosna spojka sa svornjacima je jednostavna spojka kod koje se moment uvijanja (torzije) prenosi pomoću svornjaka koji se pri preopterećenju lome. Svornjaci su uloženi u zakaljene čahure. Presjek svornjaka tako je dimenzioniran da do loma svornjaka dolazi pri prekoračenju dopuštenog momenta torzije. Slomljeni svornjaci mogu se, pošto je zaustavljeno okretanje, lako zamijeniti novima. Loša strana spojke sa svornjacima je gubitak vremena na zamjenu puknutih svornjaka. 

## Sigurnosna spojka s kuglicama, kandžama i s poprečnim grebenom
Glavni dijelovi ove vrste sigurnosnih spojki su opruge i dijelovi za vezu (kuglice, valjčići, greben ili kandže). Veza je ostvarena pritiskom opruga na kandže i na poprečni (radijalni) greben. Pri preopterećenju dolazi do proklizivanja oboda uz veliku buku i naglo zagrijavanje spojke. Dijelovi za vezu su izloženi znatnim dodirnim naprezanjima u svim uvjetima rada, i trošenju pri povremenom proklizivanju. Ove spojke imaju veću točnost i pouzdanost djelovanja u odnosu na sigurnosne tarne spojke. 
Sigurnosna spojka s kuglicom za prijenos niskih momenata uvijanja je vrlo jednostavna, sastoji se od pogonske polovine, gonjene polovine, dviju kuglica i zavojne opruge. Opruga pritišće kuglice u udubljenja i na taj način se prenosi moment torzije s pogonskog na gonjeni dio. Pri preopterećenju uzdužna (aksijalna) sila kuglice svladava otpor opruge i dolazi do proklizavanja, te pri tome kuglice preskaču udubljenja i buče.